# Muršili III
Muršili III (1295 a.C. ca. – post 1230 a.C.) fu un re del nuovo regno ittita, vissuto nel XIII secolo a.C.
Primogenito ed erede designato (tuhkanti) del re Muwatalli II, chiamato alla nascita col nome hurrita Urhi-Teshub, salì sul trono dell'impero ittita come Muršili III alla morte del padre (1272 a.C.).
Figlio di una concubina del re o di una sposa secondaria, era quello che gli Ittiti consideravano un "figlio di secondo rango", cui solitamente veniva preferito come erede alla corona il figlio della sposa principale del re. Probabilmente Muwatalli II non aveva figli di primo rango, anche se alcuni studiosi ritengono che Kurunta, figlio minore del sovrano, potesse esserlo.

## Il regno
Nonostante qualcuno gli attribuisca solo 5 anni di regno, è oggi ormai certo che Muršili III abbia regnato per sette anni, dal 1272 al 1265 a.C., come il suo successore Hattušili III spiegò in un'orazione. 
Durante il suo regno il ruolo di Regina Regnante fu svolto da Danuhepa, ultima moglie di suo nonno, unica a cui troviamo associati sigilli con i suoi due nomi (Mursili III/Urhi Teshub). Il rapporto tra di loro deve essere stato particolarmente forte visto che la richiamò a corte dopo l'esilio a cui l'aveva costretta suo padre Muwatalli e le restituì il ruolo di Regina Regnante. Il processo a cui Danuhepa fu sottoposta da Muwatalli II per supposti atti profanatori è ritenuto oggi puramente strumentale; in realtà il Re temeva che la Regina, ultima consorte del padre, potesse spingere i propri figli verso il trono a scapito dei suoi.
Prima dell'ascesa al trono di Mursili, suo padre Muwatalli, in vista dello scontro con l'Egitto, aveva diviso l'impero in due zone territoriali, spostando per maggior sicurezza e praticità logistica la capitale dalla sede storica di Hattuša a Tarhuntassa, più vicina all'area siriana dove lo scontro si sarebbe svolto; la zona nord dell'impero era stata affidata al fratello Hattušili, comandante dell'esercito, installato a Hakpis.
Gli ultimi anni di regno di Muwatalli II, dopo aver scelto Mursili come erede designato, furono contraddistinti da una forte presenza del figlio nella gestione attiva dell'impero, tanto da fare ipotizzare ad alcuniaddirittura un periodo di co-reggenza, mentre i più ritengono che il "tuhkanti" abbia solo svolto alcune funzioni solitamente di pertinenza del re. 
I testi che ci sono giunti  che ci mostrano un Mursili insicuro della propria posizione, preoccupato dalla nobiltà ittita ed in disaccordo con alcune decisioni prese da Muwatalli.
Quando Mursili ascese finalmente al trono i rapporti con lo zio Hattušili restarono ottimi, anzi da orazioni e testi giunti sino a noi pare che il giovane re avesse molte più affinità con questi che non con il padre, inclusa la loro posizione verso la Regina Danuhepa, al processo della quale furono entrambi schierati a favore.
Le prime azioni di Muršili da re andarono in direzione opposta a quella del padre, forse per recuperare il favore di quella nobiltà che aveva osteggiato la politica tenuta negli ultimi anni da Muwatalli e rafforzare la sua posizione personale che, a causa dei suoi natali, sentiva precaria. In tal senso va intesa la decisione di riportare la capitale nella sede storica di Hattuša, ben più di una semplice città per gli Ittiti, ma vera e propria patria ancestrale.
Mursili però non valutò che riportando la sede regale a Hattuša, assai più vicina a Hakpis, avrebbe ridotto in modo considerevole i territori dello zio, creando malumori e contrasti con la figura più stimata dell'impero, del cui sostegno aveva assoluto bisogno, soprattutto dopo una disastrosa campagna militare che costò agli Ittiti il controllo di Mitanni, passato all'Assiria.
Quando, poco dopo, Muršili III revocò allo zio anche il controllo del territorio di Hakpis, probabilmente spaventato dalla popolarità di questi per il suo passato militare e temendo che potesse diventare un pretendente al trono, provocò una violenta reazione di Hattušili che sfociò in guerra civile.

## La detronizzazione
Hattušili inizialmente accettò le decisioni del nipote, ma quando ebbe notizia che sarebbe stato rimosso anche dal governatorato della città sacra di Nerik, si ribellò, come descrive in un suo testo:
Ma per capriccio Muršili provò a distruggermi, prendendomi Hakpis e Nerik. Ora non mi sottometterò più a lui. Ho ingaggiato guerra contro di lui. Ma non ho commesso alcun crimine facendo ciò, ribellandomi a lui con la cavalleria nel suo palazzo. 
In maniera civilizzata gli comunicai: Tu hai iniziato le ostilità contro di me. Ora tu sei Gran Re, e io sono re di una sola fortezza. Questo è tutto quello che mi hai lasciato. Vieni! Ištar di Samuha e il Dio della Tempesta di Nerik decideranno il nostro destino per noi! Dopo avergli scritto così , se qualcuno ora dicesse: Perché dopo averlo fatto re in precedenza, ora gli rivolgi parole di guerra? (la mia replica sarebbe questa): Se egli non avesse iniziato le ostilità contro di me, Ištar e il Dio della Tempesta lo avrebbero soggiogato ora a un così piccolo re (come me)? Poiché fu lui ad iniziare a combattermi, gli Dei lo hanno sottomesso alla mia autorità»
Muršili III si diresse a nord, confidando di avere l'appoggio delle popolazioni dell'area, ma commise un grave errore sottovalutando il prestigio di Hattušili, trovandosi così a combattere in territorio ostile e per giunta contro un avversario rispettato, appoggiato dalla nobiltà ittita e molto più esperto di lui. 
Hattušili radunò un esercito considerevole, inclusi i vassalli dei suoi feudi locali, oltre a molti nobili  impressionati dal suo curriculum militare, specialmente la campagna contro Ramesse II nella Battaglia di Qadeš del 1274 a.C.. Dall'altra parte, invece, c'era il giovane, inesperto sovrano che aveva appena perso il territorio vassallo di Hanigalbat/Mitanni.
Hattušili, al cui fianco si schierarono anche i Kaska, sconfisse Muršili e lo costrinse a riparare nella città di Samuha, dove, dopo un rapido assedio, lo costrinse alla resa; ottenuta la tregua lo spodestò dal trono, usurpandolo ed ascendendo col titolo di Hattušili III.
Dopo la sua vittoria, Hattušili nominò Kurunta, fratello si Mursili schieratosi al suo fianco nella guerra, governatore della capitale secondaria Tarhuntassa, nel sud dell'impero.

## L'esilio
Hattušili III fu magnanimo col nipote sconfitto e lo risparmiò, inviandolo inizialmente nell'area siriana, a Nuhashshi, come amministratore. 
Ma Muršili tentò di riconquistare il trono intessendo relazioni diplomatiche private con altre potenze dell'epoca, in particolare con i Babilonesi e gli Assiri. Quando Hattušili lo scoprì, Muršili venne esiliato, probabilmente nell'isola di Alasiya/Cipro da dove però riparò in Egitto.
Hattušili, venuto a conoscenza della fuga, chiese a Ramses di riconsegnargli il nipote, o di trattenerlo vigilando che non ritornasse da solo a Hatti, preoccupato che un ritorno potesse rimettere in discussione il proprio diritto al trono. Ramesse negò ogni coinvolgimento nella fuga di Muršili da Cipro, e tra i sovrani si aprì un fitto carteggio sul tema, ed anche una piccola crisi, che portò il rischio di una nuova guerra tra le due potenze.
Gli storici ritengono oggi che, a dispetto della versione ufficiale di Ramses, almeno in una prima fase Muršili fosse stato realmente aiutato a riparare in Egitto, fuggendo nuovamente verso Hatti quando il faraone riconobbe ufficialmente Hattušili come sovrano legittimo.
Frammenti di una tavoletta in lingua ittita recentemente decifrata, gettano nuove prospettive sul destino di Muršili: secondo la traduzione, infatti, nei primi anni del regno di Tudhaliya IV (suo cugino e successore di Hattušili III), quindi attorno al 1230, oltre 30 anni dopo la sua deposizione, Urhi-Teshub sarebbe stato ancora vivo e attivo in Anatolia, in cerca di appoggi da vari sovrani per riconquistare il trono; tra questi il "re di Ahhiyawa", un regno o una coalizione di regni micenei non meglio identificata, rivale degli Ittiti in area Ionica da oltre un secolo.
Nel testo, oltre a Urhi-Teshub/Muršili III, vengono citati anche Sipa-Ziti, suo generale nella guerra civile ittita e Talmi-Teshub, viceré di Carchemish nella parte finale del XIII secolo a.C. e imparentato con la famiglia reale ittita.

## Conseguenze
È possibile che la determinazione di Mursili di riconquistare il trono abbia portato a qualche risultato, almeno indirettamente: iscrizioni recentemente reinterpretate dall'area delle terre basse ittite, nella zona di Tarhuntassa, risalenti  probabilmente alla fine del XIII e l'inizio del XII secolo (cioè in prossimità della fine dell'impero ittita) parlano di un "Grande Re Hartapu", che si proclama "figlio del Grande Re Mursili" e reclama numerosi successi militari nell'area.
Gli studiosi ritengono probabile che potesse trattarsi di un figlio di Mursili III, e che potesse essere diventato sovrano di Tarhuntassa, indipendente dal potere centrale di Hattuša.
È infatti oramai accettato che il fratello di Muršili, Kurunta, reggente di Tarhuntassa, dopo anni di fedeltà avesse finito per scontrarsi col ramo regnante della famiglia reale, distaccandosi in qualche modoe creando un regno indipendente nel Sud anatolico, sul cui trono sarebbe poi salito il nipote Hartapu.
Tale ipotesi trova ulteriore sostanza dalla notizia che riceviamo in un'orazione composta da Tudhaliya IV, il quale, già re, cita i figli adulti di Muršili, uno dei quali avrebbe potuto essere Hartapu.
D'altra parte, viceversa, non si hanno notizie né di spose né di figli di Kurunta, che potrebbe quindi aver lasciato il trono al figlio del fratello.
Tuttavia, dopo qualche decennio di coesistenza dei due Grandi Re Ittiti, verso il 1200 a.C. si sarebbe arrivati allo scontro tra i due rami della famiglia reale, col re ittita di Hattuša Šuppiluliuma II, figlio di Tudhaliya IV, che avrebbe avuto la meglio, riconquistando e annettendo Tarhuntassa.